# Bartodzieje (gromada w powiecie zwoleńskim)
Bartodzieje – dawna gromada, czyli najmniejsza jednostka podziału terytorialnego Polskiej Rzeczypospolitej Ludowej w latach 1954–1972.
Gromady, z gromadzkimi radami narodowymi (GRN) jako organami władzy najniższego stopnia na wsi, funkcjonowały od reformy reorganizującej administrację wiejską przeprowadzonej jesienią 1954 do momentu ich zniesienia z dniem 1 stycznia 1973, tym samym wypierając organizację gminną w latach 1954–1972.
Gromadę Bartodzieje z siedzibą GRN w Bartodziejach utworzono – jako jedną z 8759 gromad na obszarze Polski – w powiecie kozienickim w woj. kieleckim, na mocy uchwały nr 13e/54 WRN w Kielcach z dnia 29 września 1954. W skład jednostki weszły obszary dotychczasowych gromad Bartodzieje, Janów, kol. Józefów i Juljanów ze zniesionej gminy Tczów w tymże powiecie.
1 października 1954 gromada weszła w skład nowo utworzonego powiatu zwoleńskiego w tymże województwie, gdzie ustalono dla niej 16 członków gromadzkiej rady narodowej.
Gromadę zniesiono 31 grudnia 1959, a jej obszar włączono do gromad Brzezinki (wieś Melanów i kolonię Julianów) i Tczów (wieś Bartodzieje oraz kolonie Janów, Huta i Józefów).